# Triplophysa dalaica
Triplophysa dalaica és una espècie de peix de la família dels balitòrids i de l'ordre dels cipriniformes.

## Hàbitat i distribució geogràfica
És un peix d'aigua dolça, bentopelàgic i de clima temperat, el qual es troba a la Xina (el llac Hulun).

## Estat de conservació
Viu en una zona remota on la població humana local no menja peix i els nivells de contaminació són baixos, per la qual cosa la seua supervivència no presenta cap problema.